# Froriepia gracillima
Froriepia gracillima là một loài thực vật có hoa trong họ Hoa tán. Loài này được Leute mô tả khoa học đầu tiên năm 1972.